# Synagoge Odenbach
Die Synagoge Odenbach gilt als signifikantes Beispiel einer historischen Landsynagoge. Sie ist in der Liste der Kulturdenkmäler in Odenbach verzeichnet und befindet sich in der Kirchhofstraße 19 in Odenbach.
Es handelt sich um einen eingeschossigen Putzbau mit Fachwerkgiebeln mit der jüdischen Jahreszahl  5512 (= 1752). Die erst jetzt wieder in Fragmenten sichtbare spätbarocke Innenausmalung aus der Entstehungszeit stammt von Eliezer Sussmann, einem polnischen Synagogenmaler. Die Frauenempore wurde 1835 eingebaut.